# 磯部さちよ
磯部 さちよ（いそべ さちよ、1981年3月6日 - ）は、日本のタレント、女優である。芸能事務所は太田プロダクション所属。

## 人物
兵庫県神戸市で生まれる。「ワンギャル」の5期生として2001年（平成13年）10月からテレビのバラエティー番組 『ワンダフル』にレギュラー出演して番組で天然ボケのキャラクターを演じたが、4期生の福岡サヤカとは違い学力テストで1位となった。
2015年7月7日に一般男性と入籍した。

## 出演

### レギュラー
- Dr.コパの開運マイホーム（日本ビーエス放送「知求チャンネル」）
- 藤井隆のスカパー!110BANG！（スカイパーフェクト・コミュニケーションズ「スカパー!110プロモ」）
- 激ウマ!漁師めし（BS-TBS）

### テレビ

#### 日本テレビ（NTV）
- news every.「特集」 - コーナー・リポーター

#### TBSおよび同系列
- ワンダフル 第5期生（2001年 - 2002年） - レギュラー
- 月曜ミステリー劇場「西村京太郎サスペンス十津川警部シリーズ（渡瀬恒彦版）」
- 女系家族 - 準レギュラー
- マジテレ!（信越放送）
- 激ウマ!漁師めし（BS-TBS） - リポーター

#### フジテレビ（CX）
- 北野タレント名鑑

#### テレビ朝日（EX）および同系列
- 土曜ワイド劇場特別企画「牟田刑事官VS終着駅の牛尾刑事そして事件記者・冴子4 マリッジ」（2004年12月25日）
- 八丁堀の七人（2004年）
- 賢者の選択（2004年、BS朝日） - リポーター
- 旅番組（2004年、静岡朝日テレビ） - ナビゲーター
- 森村誠一の終着駅シリーズ20「砂漠の喫茶店」（2006年10月28日）- クラブ「タナトス」ホステス・門井純子 役
- 芸能人格付これが真の一流品だ! 2010お正月スペシャル（2010年1月1日）- リポーター

#### テレビ埼玉（TVS）
- のびのびシティさいたま市（2018年）

#### スカパー!
- APPETY! ランキング＆プレゼント - 司会
- 絶品!こだわりの一品料理の名店（旅チャンネル）
- つりステーション（釣りビジョン）
- 大漁!関東沖釣り爆釣会（釣りビジョン）

#### シブヤテレビジョン
- シブヤファンタジスタ - リポーター

### ラジオ

#### ニッポン放送（LF）
- 三宅裕司 みんなのヒット!ベスト20+10 アシスタント（2006年10月8日 - 2007年9月30日）

#### JFN
- スポーツグルーブ
- ヨコハマロハス

### CM
- ジョンソン・エンド・ジョンソン Band Aid キズパワーパッド
- イズミヤ Style ONE
- アビバ
- 関西電力
- 安愚楽牧場

### 舞台
- sac a banプレゼンツ『love call』vol.1（2004年）